# مقاطعة ستوكهولم
محافظة ستوكهولم (بالسويدية: Stockholms län) هي محافظة تقع في السويد. يقدر عدد سكانها بـ 2,192,433 نسمة ومساحتها 6,519.3 كم2 .

## أعلام
- مالكولم موراي
- جيرهارد هولم